# Wu Bangguo

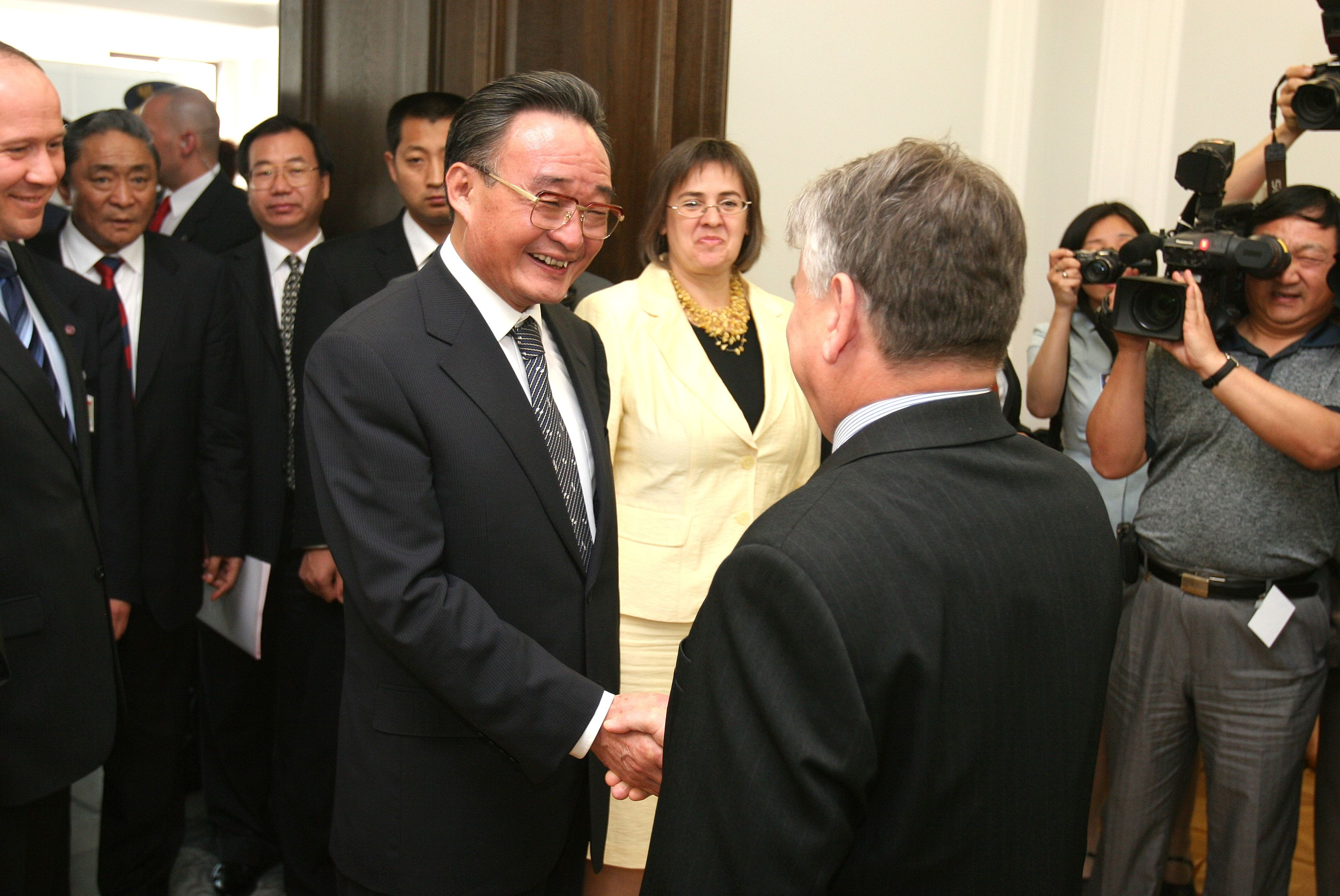
Wu Bangguo podczas wizyty w Senacie RP (2007)

Wu Bangguo (ur. w lipcu 1941 w Feidong, Anhui, zm. 8 października 2024 w Pekinie) – polityk chiński, działacz Komunistycznej Partii Chin, przewodniczący Stałego Komitetu Ogólnochińskiego Zgromadzenia Przedstawicieli Ludowych w latach 2003-2013.
Studiował nauki inżynieryjne na pekińskim Uniwersytecie Tsinghua, w 1964 wstąpił do Komunistycznej Partii Chin (KPCh), dwa lata później podjął pracę na stanowisku technika fabryki nr 3 w Szanghaju, równocześnie będąc wiceszefem swojego działu. W latach 1976–1978 objął stanowisko dyrektora owej fabryki. W latach 1978–1979 był menadżerem firmy Szanghajska Firma Części Elektronicznych. W latach 1979–1981 był menadżerem firmy Szanghajska Firma Elektronicznych Urządzeń Próżniowych. Od 1976 roku pełnił również liczne funkcje partyjne, początkowo na szczeblu zakładowym, potem miejskim; w 1985 został zastępcą sekretarza, a w 1991 sekretarzem Komitetu Miejskiego KPCh w Szanghaju. Od połowy lat 80. był kolejno zastępcą członka i członkiem Komitetu Centralnego KPCh, w 1992 został powołany w skład Biura Politycznego Komitetu Centralnego KPCh. W latach 1994–1997 był także członkiem sekretariatu Komitetu Centralnego.
Miejsce w składzie Biura Politycznego zachował po kolejnych kongresach KPCh w 1997, 2002 i 2007 roku. W latach 1995–2003 pełnił funkcję wicepremiera, w marcu 2003 został wybrany na stanowisko przewodniczącego Stałego Komitetu Ogólnochińskiego Zgromadzenia Przedstawicieli Ludowych (formalnego parlamentu ChRL). W latach 2002–2012 członek Stałego Komitetu Biura Politycznego Komitetu Centralnego KPCh, tj. do najściślejszego, wówczas 9-osobowego kierownictwa partii; w hierarchii członków Stałego Komitetu zajmował od 2007 roku miejsce drugie, za przewodniczącym ChRL i sekretarzem generalnym KPCh Hu Jintao. Podobnie jak Hu Jintao i pozostali członkowie ówczesnego Stałego Komitetu jest zaliczany do tzw. czwartej generacji liderów chińskich.
W 2007 roku Wu wyraził dosyć surowe stanowisko w sprawie Hongkongu dając do zrozumienia, że Hongkong otrzyma jedynie tyle władzy, ile da mu rząd centralny.
16 lipca 2012 roku Wu wygłosił przemówienie przed załogową misją wystrzelenia rakiety Shenzhou 9.
14 marca 2013 roku na stanowisku przewodniczącego Stałego Komitetu OZPL zastąpił go Zhang Dejiang.